# Alice Palmira
Alice Palmira (Brazavile, 7 de julho de 1944) é uma poeta angolana, pertencente à "novíssima geração" constituída no pós-independência de Angola.
Nasceu em Brazzaville, República do Congo, a 7 de Julho de 1944. Descendente de angolanos, aí fez os estudos primários e liceais. Para ajudar a família em dificuldades, teve que abandonar os seus estudos liceais para se matricular numa escola de dactilografia.
Foi secretária do Bureau Político do Partido Congolês do Trabalho. Trabalhou sucessivamente no Ministério do Trabalho, Previdência Social, Ministério da Indústria e na Direcção Geral do Trabalho da República do Congo.
Regressou a Angola em 1976 integrada na comitiva de António Agostinho Neto tendo sido redactora estagiária na Rádio Nacional de Angola e tradutora na Angodiplo, U.E.E. em Luanda.
Por razões pessoais, em 1982 abandona Angola e estabelece-se em Portugal.
É membro e co-fundadora da União de Escritores Angolanos.

## Obra poética
- Liberté (1981)
- Mulemba da saudade (2005)[3]

- Dormir no chão] (2012)[4]